# Rēzekne
Rēzekne é uma cidade independente da Letônia localizada na região de Latgale. 